# MS&AD Insurance Group

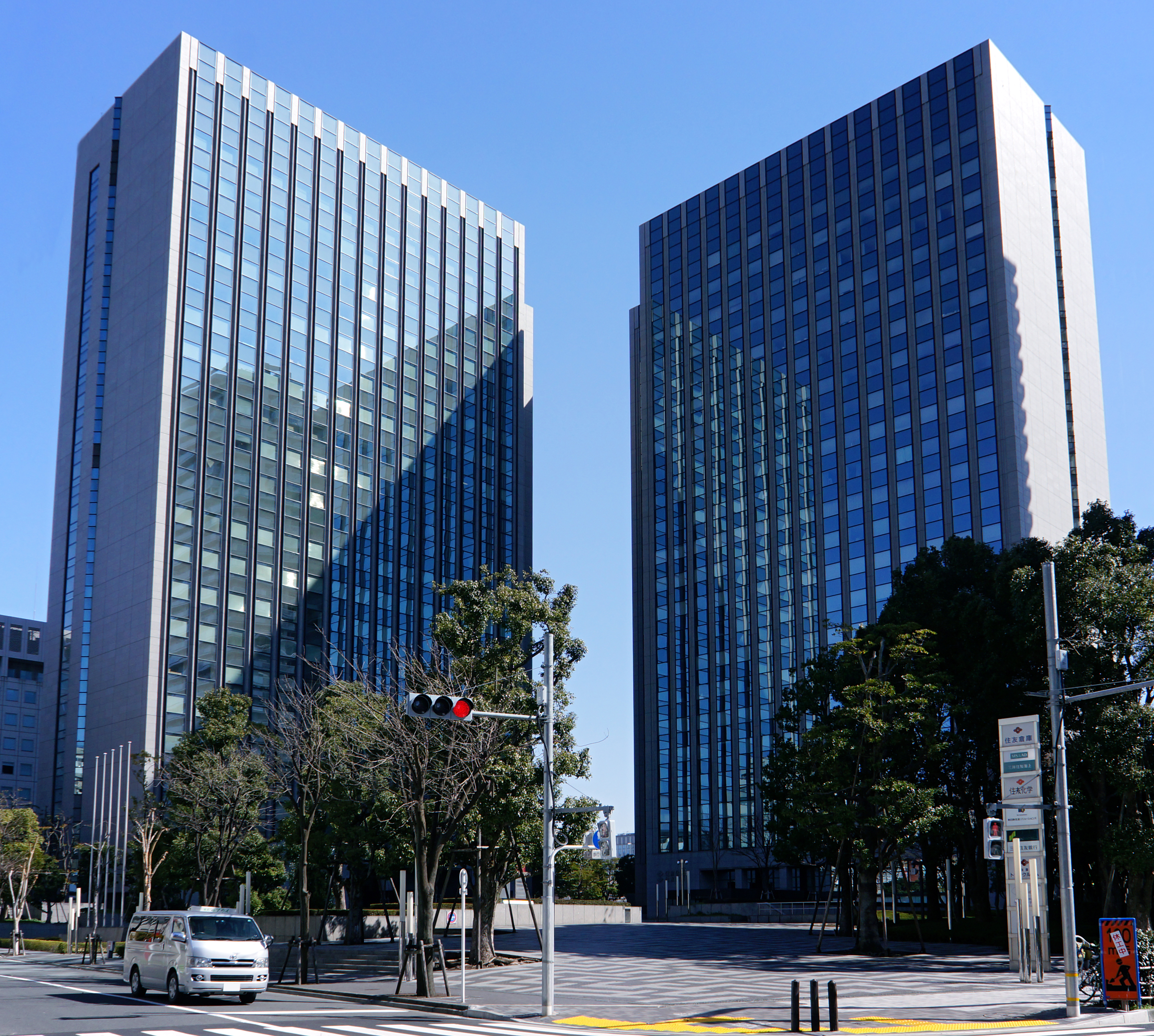
Tokyo Sumitomo Twin Building, onde está a sede da MS&AD Insurance Group

MS&AD Insurance Group Holdings (MS&ADインシュアランスグループホールディングス株式会社, Emu Esu ando Ei Dī Inshuaransu Gurūpu Horudingusu Kabushiki-gaisha) (TYO: 8725) é uma companhia japonesa de seguros. Seus negócios incluem a Mitsui Sumitomo Insurance e a Aioi Nissay Dowa Insurance. Está listada no Nikkei 225.